# Pescennius Niger
Gaius Pescennius Niger (135/140 - 194) was eenzijdig door zijn troepen uitgeroepen tot keizer van Rome van 193-194, tijdens de Romeinse Burgeroorlog (193-197).
Hij was een van de drie generaals die gehoor hadden gegeven aan de oproep van het Romeinse volk om het te bevrijden van de tirannie van de pretoriaanse garde en haar stroman-keizer Didius Julianus.
Aangezien hij na de moord op Commodus bevelhebber in Syrië was, was Septimius Severus hem voor en was het Severus die Rome bevrijdde en het keizerschap voor zich opeiste. De senaat, die liever Pescennius Niger als keizer had willen hebben, was onder druk van Severus, genoodzaakt hem tot staatsvijand te verklaren.
In 194 werden Nigers troepen verslagen bij een veldslag in Zuidoost-Cilicia, waarbij 20.000 van zijn soldaten sneuvelden. Niger zelf werd korte tijd later waarschijnlijk bij Antiochië gevangengenomen en gedood.